# Salsola schweinfurthii
Salsola schweinfurthii là loài thực vật có hoa thuộc họ Dền. Loài này được Solms miêu tả khoa học đầu tiên năm.